# Armenia en los Juegos Paralímpicos de Londres 2012
Armenia estuvo representada en los Juegos Paralímpicos de Londres 2012 por dos deportistas femeninas. El equipo paralímpico armenio no obtuvo ninguna medalla en estos Juegos.